# Tumanskij R-15
Il Tumanskij R-15 (Туманский Р-15), è un motore turbogetto a compressore assiale dotato di postbruciatore realizzato dall'OKB-300 sotto la direzione del progettista Sergej Konstantinovič Tumanskij.
L'unico velivolo prodotto in serie che abbia utilizzato questo motore è l'intercettore bimotore MiG-25, grazie al quale raggiunge la velocità massima di 2,83 Mach (oltre 3.000 km/h) e che ne fa tuttora l'aereo da combattimento più veloce mai realizzato.

## Versioni
- R-15-300 :
- R-15-300M :
- R-15B-300 :
- R-15BD-300 :
- R-15BF2-300 :

## Velivoli utilizzatori
Unione Sovietica
- Mikoyan-Gurevich Ye-150 (prototipo)
- Mikoyan-Gurevich Ye-151 (prototipo)
- Mikoyan-Gurevich Ye-152 (prototipo)
- Mikoyan-Gurevich Ye-152M (prototipo)
- Mikoyan-Gurevich MiG-25